# HD86170
HD86170 — хімічно пекулярна зоря спектрального класу A2, що має видиму зоряну величину в смузі V приблизно  8,4.
Вона  розташована на відстані близько 576,2 світлових років від Сонця.

## Пекулярний хімічний склад
Зоряна атмосфера HD86170 має підвищений вміст 
Cr
.